# Адольф Фридрих II Мекленбург-Стрелицкий
Адольф Фридрих II Мекленбург-Стрелицкий (нем. Adolf Friedrich II zu Mecklenburg; 19 октября 1658 — 12 мая 1708) — первый герцог Мекленбург-Стрелицкий с 1701 года. Представитель онемеченной бодричанской династии Никлотовичей. Его княжество было частью Священной Римской империи.

## Биография
Младший сын герцога Мекленбургского Адольфа Фридриха I (1588—1658) и Марии Екатерины (1616—1665), дочери герцога Юлия Эрнста Брауншвейг-Данненбергского (1571—1636), Адольф Фридрих родился через восемь месяцев после смерти отца. После смерти в 1695 году герцога Густава Адольфа Мекленбург-Гюстровского, не оставившего наследников, Адольф Фридрих решил добиться власти в этом княжестве. Его племянник, герцог Фридрих Вильгельм Мекленбург-Шверинский, попытался вновь объединить под своей властью весь Мекленбург, однако, это ему не удалось. Неопределенный правовой статус привел к многолетнему спору о правоопреемстве в Мекленбурге, который был решён только с помощью иностранных держав.
После напряженных переговоров 8 марта 1701 года в Гамбурге с герцогом Фридрихом Вильгельмом Мекленбург-Шверинским было достигнуто соглашение о том, что они должны оба наследовать герцогство Гюстров в равных долях в стоимостном выражении. Фридрих Вильгельм получил герцогство Мекленбург-Гюстров. Адольф Фридрих получил княжество Ратцебург (Ratzeburg), Штаргард (Stargard) и командорства Миров (Mirow) и Немеров (Nemerow), а также фиксированную долю от доходов таможни на переправе через Эльбу в Бойценбурге (9000 таллеров в год). Эта территория наследства стала затем герцогством Мекленбург-Стрелицким, которое осталось частью территории герцогства Мекленбург в целом.
Адольф Фридрих II оказался довольно дальновидным князем. В 1706 году он издал указ, по которому его молодой сын Адольф Фридрих должен наследовать отцовский престол. Адольф Фридрих II стал родоначальником ветви Мекленбург-Стрелиц Мекленбургской династии, которая правила до 1918 года и прекратила своё существование после смерти последнего законного мужского представителя династии в 1934 году.

## Семья
Адольф Фридрих II был женат три раза:
В первый раз он женился 23 сентября 1684 года в Гюстрове на Марии Мекленбург-Гюстровской (1659—1701), дочери герцога Густава Адольфа Мекленбург-Гюстровского и принцессы Магдалены Сибиллы Шлезвиг-Гольштейн-Готторпской. В браке родилось 5 детей:
- Адольф Фридрих III (1686—1752), женат на Доротее Шлезвиг-Гольштейн-Зондербург-Плёнской
- Магдалена Амалия (25 апреля 1689 — 28 апреля 1689)
- Мария (7 августа 1690 — 7 августа 1690)
- Элеонора Вильгельмина (8 июля 1691 — 9 июля 1691)
- Густава Каролина (1694—1748), замужем за Кристианом Людвигом II Мекленбург-Шверинским.

Второй раз он женился 20 июня 1702 года в Штрелице на Иоганне Саксен-Гота-Альтенбургской (1 октября 1680, Гота — 9 июля 1704, Штрелиц), дочери герцога Фридриха I Саксен-Гота-Альтенбургского и принцессы Магдалены Сибиллы Саксен-Вейссенфельсской. У них не было детей.
В третий раз он женился 10 июня 1705 года в Штрелице на Кристиане Эмилии Шварцбург-Зондерсгаузенской (13 марта 1681, Шварцбург — 1 ноября 1751, Миров), дочери князя Кристиана Вильгельма Шварцбург-Зондерсгаузенского и графини Антонии Сибиллы Барби-Мюлингенской. От неё имел двух детей:
- София Кристина Луиза (1 октября 1706 — 22 декабря 1708)
- Карл Фридрих Людвиг (1708—1752), известен как принц Мировский, женат на Елизавете Альбертине Саксен-Гильдбурггаузенской